# Louie Annesley
Louie John Annesley (* 3. März 2000 in St Helier, London) ist ein englisch-gibraltarischer Fußballspieler. Der Innenverteidiger spielt bei Braintree Town und zudem in der Nationalmannschaft Gibraltars.

## Karriere

### Verein

#### Anfänge in England und Gibraltar
Annesley verbrachte seine Jugendzeit bei verschiedenen Vereinen in England. Aus dem Nachwuchs des FC Chelsea ging es zum AFC Wimbledon und zu Cobham. Auf den Wechsel zum FC Barnet folgte 2018 der zum gibraltarischen Rekordmeister Lincoln Red Imps. Am 26. Juli 2018 debütierte er dort im Spiel gegen The New Saints aus Wales in der Qualifikation zur UEFA Europa League.

#### Blackburn Rovers und Leihen
Nach nur drei Ligaeinsätzen für die Red Imps ging es für Annesley 2019 zurück nach England, er wurde vom Zweitligisten Blackburn Rovers unter Vertrag genommen und war zunächst für die U21 vorgesehen. Um mehr Spielpraxis auf höherem Niveau zu sammeln, wurde er für die Saison 2021/22 zum FC Woking verliehen.
Nach der Rückkehr zu den Rovers kam er zu seinem einzigen Einsatz für das Profiteam. Am 23. August 2022 stand er im Pokalspiel gegen Bradford City 90 Minuten auf dem Platz und sicherte den 2:1–Erfolg seiner Mannschaft mit einem entscheidenden Block in der Nachspielzeit. Im November 2022 folgte eine einmonatige Leihe zurück zum FC Barnet, für den er ein Spiel bestritt.

#### Dundalk FC
Im Januar 2023 unterschrieb er schließlich ablösefrei einen Vertrag beim irischen Erstligisten Dundalk FC und verließ das Vereinigte Königreich damit zum ersten Mal.

#### Braintree Town
Im Sommer 2024 wechselte Annesley schließlich zurück nach England, zu Braintree Town.

### Nationalmannschaft
Annesley durchlief von der U16 bis zur U21 alle Jugendnationalmannschaften Gibraltars. Sein Debüt für die A-Nationalmannschaft gab er am 25. März 2018, als er beim 1:0–Sieg über Lettland in der Startelf stand.